# Краєво-Велике (Мазовецьке воєводство)
Краєво-Велике (пол. Krajewo Wielkie) — село в Польщі, у гміні Кшиновлоґа-Мала Пшасниського повіту Мазовецького воєводства.
Населення — 90 осіб (2011).
У 1975-1998 роках село належало до Остроленцького воєводства.

## Демографія
Демографічна структура станом на 31 березня 2011 року:
|          | Загалом | Допрацездатний вік | Працездатний вік | Постпрацездатний вік |
| -------- | ------- | ------------------ | ---------------- | -------------------- |
| Чоловіки | 47      | 9                  | 35               | 3                    |
| Жінки    | 43      | 12                 | 26               | 5                    |
| Разом    | 90      | 21                 | 61               | 8                    |